# سرعة الضوء (ألبوم)
سرعة الضوء, (بالإنجليزية: Speed of Light)‏, هو استوديو الألبوم الثاني منفردا من المغني الممثل والبوب كوربن بلو. وكان أفرج عنه في 10 مارس 2009 بواسطة تسجيلات هوليوود.
الألبوم أول واحد هو «لحظات هذه المسألة». في يناير 2009، كان أداء بلو في الحفل الافتتاحي للاطفال: نحن المستقبل حيث غنى أول واحد، «لحظات هذه المسألة».

## معلومات الألبوم
من أجل تعزيز الألبوم، استضاف بلو في العديد من المعارض، بما في ذلك إظهار اليوم. وذكر بلو وعندما سئل عن الألبوم:
«حصلت على فرصة ليكون حقا المشاركة في الاستوديو كتابة المسارات وكلمات، كل شيء. ان الكثير تجربة أكثر شخصية والألبوم نفسه هو مزيج من الأصوات المختلفة، والإلكترونية، آر & بي، والبوب وانها بالتأكيد شيء يمكن أن تقوم به بصوت عال في النادي».
حتى الآن، وقد باع الألبوم 500000 نسخة.

## قائمة أغاني الألبوم
| #   | عنوان                | المدة |
| --- | -------------------- | ----- |
| 1.  | "سرعة الضوء"         | 4:18  |
| 2.  | "مشلول"              | 2:51  |
| 3.  | "لحظات هذه المسألة"  | 4:52  |
| 4.  | "الخوف من الطيران"   | 4:27  |
| 5.  | "بطل"                | 3:42  |
| 6.  | "في الروك 2"         | 3:34  |
| 7.  | "كل ما يحيط"         | 4:03  |
| 8.  | "على استعداد للذهاب" | 3:38  |
| 9.  | "لي كل شيء"          | 2:52  |
| 10. | "صرخة الملاك"        | 3:31  |
| 11. | "إغلاق"              | 3:20  |

## مكافأة المسار
| #  | عنوان        | المدة |
| -- | ------------ | ----- |
| 1. | "احتفال أنت" | 3:10  |
| 2. | "بودي شوك"   | 3:07  |

}

### لحظات هذه المسألة
«لحظات هذه المسألة» هو أول واحد من الألبوم. وكان أفرج عنه من دعابة والموسيقى والفيديو. وقد برز في أغنية لفيلم بلو النمط الحرة (فيلم). الفيديو الكامل لها بالفعل لأول مرة في الصفحة بلو في موقع ماي سبيس.

### احتفال أنت
أصدر فيديو كليب أغنية «احتفل أنت» في يناير 2009.

## الإفراج عن التاريخ
| المنطقة          | تاريخ         |
| ---------------- | ------------- |
| الولايات المتحدة | 10 مارس 2009  |
| الأرجنتين        | 12 مارس 2009  |
| هونغ كونغ        | 16 مارس 2009  |
| البرازيل         | 24 مارس 2009  |
| ألمانيا          | 3 أبريل 2009  |
| فرنسا            | 6 أبريل 2009  |
| المملكة المتحدة  | 16 أبريل 2009 |
| أوروبا           | 16 أبريل 2009 |
| اليابان          | 12 يونيو 2009 |

## روابط خارجية
- سرعة الضوء على موقع أول موفي (الإنجليزية)